# Bundesverkehrswegeplan 1992
Der Bundesverkehrswegeplan 1992 (BVWP 1992) war der von 1992 bis 2003 gültige Bundesverkehrswegeplan in Deutschland.
Der Plan sah Investitionen von insgesamt 493 Milliarden DM (rund 252 Milliarden Euro) zum Preisstand von 1991 vor. Davon entfielen 194,9 Milliarden DM (39,5 %) auf Bundesschienenwege und 38,8 % auf Bundesfernstraßen.
Er wurde am 15. Juli 1992 durch die Bundesregierung beschlossen. Er trat damit an die Stelle des Bundesverkehrswegeplans 1985 und wurde selbst im Jahr 2003 durch den Bundesverkehrswegeplan 2003 abgelöst.
Die 1992 vorgelegte Überarbeitung des Bundesverkehrswegeplans war maßgeblich durch die Deutsche Wiedervereinigung und damit verbundenen fundamentalen Veränderungen ausgelöst worden.

## Umfang

Verkehrsprojekte Deutsche Einheit (Übersichtskarte)

Im BVWP 1992 wurden die im Bundesverkehrswegeplan 1985 enthaltenen Projekte, die Projekte des Lückenschlussprogramms und die Verkehrsprojekte Deutsche Einheit ohne erneute Prüfung aufgenommen. Neue Projekte wurden einer einheitlichen Bewertung nach gesamtwirtschaftlichen, ökologischen und städtebaulichen (nur bei Bundesstraßen) Kriterien unterzogen. Bei Investitionsvorhaben der beiden deutschen Bahnen war darüber hinaus ein betriebswirtschaftlicher Rentabilitätsnachweis zu führen. Aufgrund begrenzter finanzieller Mittel wurden generell nur Projekte in den vordringlichen Bedarf aufgenommen, die ein Nutzen-Kosten-Verhältnis von wenigstens 3,0 erreichten. Abweichungen davon waren unter Berücksichtigung anderer Kriterien möglich.
Im vordringlichen Bedarf für die Schienenwege enthielt der Plan im Überhang (aus dem Bundesverkehrswegeplan 1985 und dem Lückenschlussprogramm) Maßnahmen im Umfang von 55,5 Milliarden DM, von denen bis Ende 1992 rund 20,4 Milliarden DM verausgabt waren. An neuen Maßnahmen des Schienennetzes waren rund 73,2 Milliarden DM vorgesehen (Preisstand: jeweils 1. Januar 1991).

## Verkehrsprognosen
Die Prognosen gingen von einer durchschnittlichen Zunahme des Schienenpersonenfernverkehrs zwischen 1988 und 2010 um 40 Prozent aus.
Der Bundesverkehrswegeplan 1992 wurde in der zweiten Jahreshälfte 1999 neu bewertet. Ende der 1990er Jahre lagen die Prognosen unabhängiger Institute auf Basis der Status-quo-Daten und für das Prognosejahr 2010 unter den Erwartungen des Bundesverkehrswegeplans. So wurden im Personenverkehr statt erwarteten 67 Milliarden Personenkilometern (im Jahr 2010) noch 61 Milliarden erwartet. Im Güterverkehr sank der Wert von 194 auf 93 Milliarden Tonnenkilometer. In der Folge passte die Deutsche Bahn Mitte 1999 ihre Vorhaben an.